# Summis desiderantes affectibus

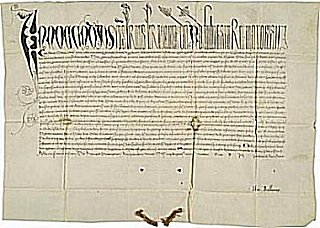
Оригинальный текст буллы Summis desiderantes affectibus. 1484

Summis desiderantes affectibus (с лат. — «Всеми силами души»; изд. 5 декабря 1484) — булла римского папы Иннокентия VIII, провозгласившая необходимость уничтожения ересей и колдовства в Рейнской области. Официально признавая существование ведьм, давала полное папское одобрение действиям инквизиции с разрешением использовать для этого все необходимые средства. Наделяла чрезвычайными инквизиторскими полномочиями доминиканцев Генриха Крамера (Инститора) и Якоба Шпренгера — будущих авторов знаменитого трактата «Молот ведьм». В помощь обоим инквизиторам направлялся «возлюбленный сын» Иннокентия VIII — магистр Иоанн Гремпер из Констанцской епархии. Попытки воспрепятствовать действиям инквизиции карались отлучением от церкви.
Поводом к изданию буллы, вероятно, послужили жалобы Крамера и Шпренгера, столкнувшихся в некоторых областях Германии с противодействием своей инквизиторской деятельности со стороны местных церковных властей.
Народное возмущение, вызванное действиями Крамера, возможно, ссылавшегося на буллу, которая, по сути, не давала ему никакого разрешения на противоречащие христианской вере и учению Церкви вещи, привело к публичному изгнанию последнего из Инсбрука в 1485 году; при этом самому инквизитору удалось избежать расправы лишь благодаря заступничеству бриксенского епископа Георга Гольсера.
Булла была включена в качестве предисловия в «Молот ведьм», написанный Крамером в соавторстве с профессором теологии Шпренгером и изданный в Шпайере около 1487 года.

## Фрагмент
Всеми силами души, как того требует пастырское попечение, стремимся мы, чтобы католическая вера в наше время всюду возрастала и процветала, а всякое еретическое нечестие искоренялось из среды верных. Не без мучительной боли недавно мы узнали, что в некоторых частях Германии <…> очень многие лица обоего пола пренебрегли собственным спасением и, отвратившись от католической веры, впали в плотский грех с демонами инкубами и суккубами и своим колдовством, чарованиями, заклинаниями и другими ужасными суеверными, порочными и преступными деяниями причиняют женщинам преждевременные роды, насылают порчу на приплод животных, хлебные злаки, виноград на лозах и плоды на деревьях, равно как портят мужчин, женщин, домашних и других животных <…>, и что они, по наущению врага рода человеческого, дерзают совершать и ещё бесчисленное множество всякого рода несказанных злодейств и преступлений <…>. Но мы устраним с пути все помехи, которые могут каким-либо образом препятствовать исполнению обязанностей инквизиторов и дабы зараза еретического нечестия и других подобного рода преступлений не отравила своим ядом невинных людей, мы намерены, как того требует наш долг и как к тому побуждает нас ревность по вере, применить соответствующие средства.— Иннокентий VIII (пер. С. М. Лозинского)